# 淋巴

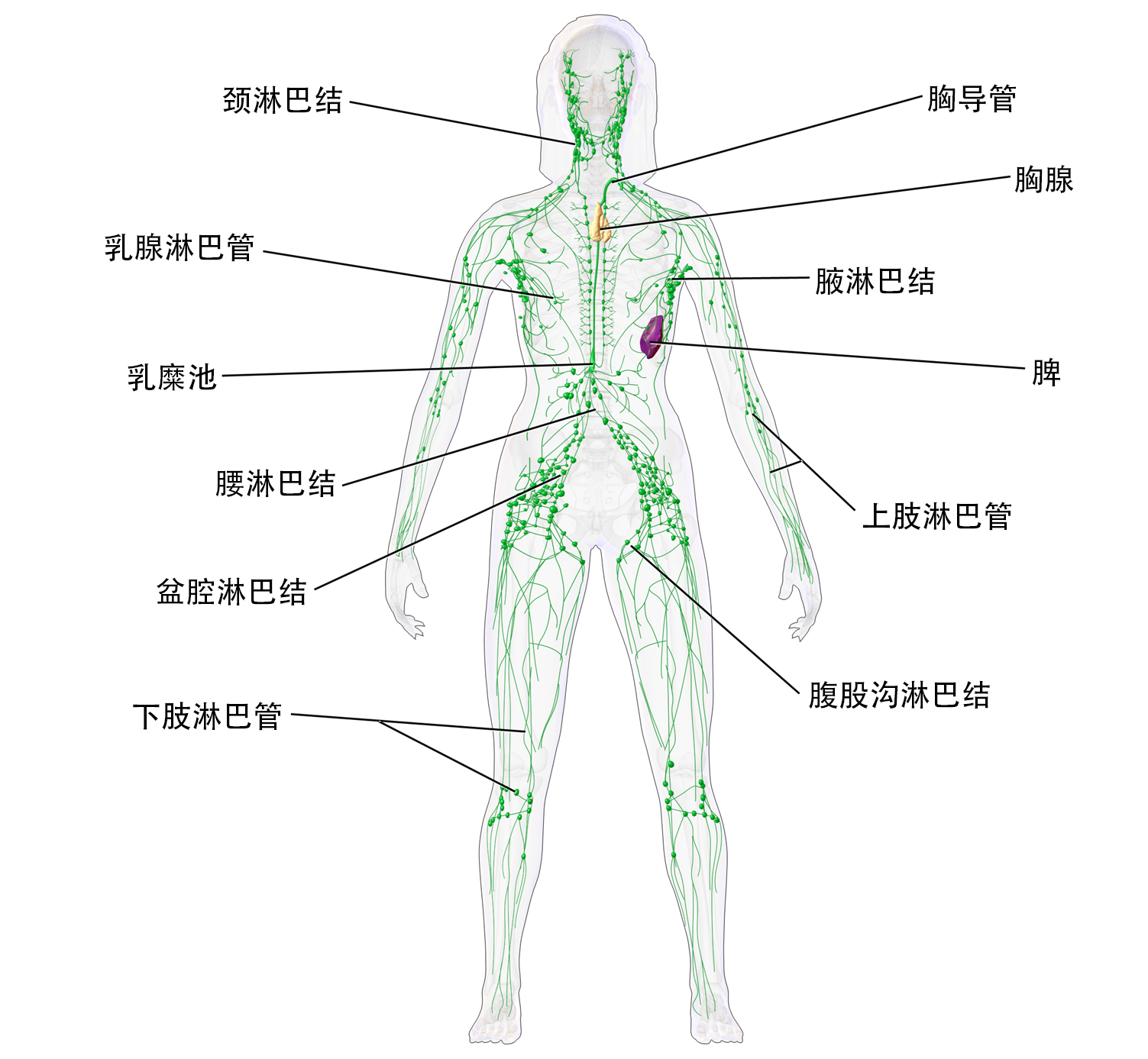
人体淋巴系统

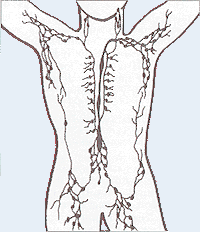
淋巴系統

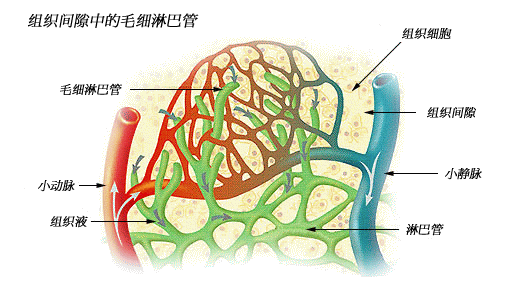
组织间隙中的毛细淋巴管

淋巴（英語：Lymph）也称淋巴液，是由组织液渗入毛细淋巴管后形成。淋巴是组织液回流的輔助渠道，参与维持机体的组织液平衡。
淋巴是人体免疫系统的重要组成成分，当淋巴流经淋巴结的时候，液体中的异物会被清除。淋巴中含有淋巴细胞和抗体，偶见单核细胞。淋巴的成分因身体部位而异。
小肠壁的淋巴呈乳白色，称为乳糜。人进食的脂肪，经胆汁的乳化作用后变为小颗粒，即乳糜颗粒，經由乳糜管进入淋巴管，经淋巴运输进入血液。淋巴在淋巴管内利用瓣膜的動力流动，最后经颈根部大静脉注入血液；淋巴流动受阻，是发生水肿的原因之一。
淋巴细胞可分为中枢淋巴器官（又名初级淋巴器官）和周围淋巴器官（又名次级淋巴器官）两类。
淋巴器官中的淋巴细胞具有下列重要特性：
1. 特异性（specificity）。淋巴细胞表面有抗原受体，用以识别抗原；不同淋巴细胞的抗原变体是不同的，每一受体只能与相应的抗原相结合，这就是特异性；抗原受体类型约有100万种，全身的淋巴细胞总合起来就能识别各种抗原。
2. 转化性：正常体内大多数淋巴细胞均处于静止状态；只有当某种淋巴细胞受到相应抗原刺激后才被激活．这个过程称为转化性（transformation），一般需经过40小时，淋巴细胞形态上发生了明显变化，由一个直径5～7μm的小淋巴细胞转变为一个20～30μm的大淋巴细胞。细胞的代谢增强，形态明显变化，核增大，染色质变细，核仁明显，胞体内核糖体增多，胞质染色呈较强的嗜碱性；淋巴细胞转化后，进行分裂增生，其中大部分可形成参与免疫应答的效应细胞，如能破坏靶细胞的T效应细胞，或能分泌抗体的浆细胞（B效应细胞）；这些细胞代谢活跃，能产生免疫效应，但寿命短（约数天或数周）。
3. 记忆性（memory）：淋巴细胞经抗原激活转化后，分裂增殖形成的细胞中，有一部分再度转化为静息状态的淋巴细胞，称为记忆性（T或B）淋巴细胞，其寿命长，可达数年或终生存在，它们在遇到相应抗原刺激后，能迅速转化为效应细胞，及时清除抗原，使机体免于发病。淋巴细胞这些特性，保持淋巴细胞正常形态和生理的动态活动

## 词源
淋巴音译自lympha。Lympha为古罗马淡水之神的名字。在拉丁语中为泉水或水仙子之意。后用于指人体中无色无味的体液，即淋巴液。